# Thinopyrum
Thinopyrum — рід квіткових рослин з родини злакових (Poaceae), які ростуть на півдні й півночі Африки, у Європі й на схід в Азії до Пакистану й Казахстану; інтродуковані до Північної й південної Америки, Австралії й Нової Зеландії. Часто синонімами видів Thinopyrum виступають Elytrigia та Elymus.
В Україні ростуть: Thinopyrum bessarabicum, Thinopyrum elongatum, Thinopyrum intermedium, Thinopyrum junceum, Thinopyrum obtusiflorum.

## Види
1. Thinopyrum acutum (DC.) Banfi
2. Thinopyrum bessarabicum (Savul. & Rayss) Á.Löve
3. Thinopyrum corsicum (Hack.) Banfi
4. Thinopyrum curvifolium (Lange) D.R.Dewey
5. Thinopyrum distichum (Thunb.) Á.Löve
6. Thinopyrum elongatum (Host) D.R.Dewey
7. Thinopyrum flaccidifolium (Boiss. & Heldr.) Moustakas
8. Thinopyrum gentryi (Melderis) D.R.Dewey
9. Thinopyrum intermedium (Host) Barkworth & D.R.Dewey
10. Thinopyrum junceiforme (Á.Löve & D.Löve) Á.Löve
11. Thinopyrum junceum (L.) Á.Löve
12. Thinopyrum obtusiflorum (DC.) Banfi
13. Thinopyrum podperae (Nábelek) D.R.Dewey
14. Thinopyrum turcicum (P.E.McGuire) B.R.Baum & D.A.Johnson
15. Thinopyrum varnense (Velen.) B.R.Baum & D.A.Johnson